# Ханенко, Владимир Антонович
Владимир Антонович Ханенко (20 марта 1920, Киев — 11 марта 2014, Винники, Львовская область) — советский футболист, игравший на позиции защитника и футбольный арбитр.

## Карьера

### Клубная
С 1928 года занимался в футбольной школе № 1 киевского «Динамо», тренеры Степан Синица и Михаил Свиридовский. В 1937—1940 годах выступал за киевский «Арсенал».
Во время Великой Отечественной войны служил во внутренних войсках в Средней Азии, был одним из участников советского контингента при обеспечении безопасности саммита «Тегеран-43».
В 1945 году вернулся в Киев и сыграл 3 матча в высшей лиге СССР в составе киевского «Динамо». С 1946 года играл в низших лигах за киевский и львовский «Спартаки». В середине сезона 1949 получил тяжёлую травму в игре против «Судостроителя» (Николаев) и после этого завершил карьеру на уровне команд мастеров. В дальнейшем выступал за любительские команды Львова и области.
В 1951 году снялся в эпизодической роли футболиста в фильме «Спортивная честь».

### Судейская
После завершения карьеры игрока Владимир Ханенко стал футбольным арбитром, представлял город Львов, 21 января 1964 года ему была присвоена всесоюзная категория. За время судейской карьеры провёл 362 матча, в том числе в высшей лиге СССР — 4 игры как главный арбитр (в 1958—1963 годах) и 12 в качестве судьи на линии.
В 1960-е годы также был одним из авторов футбольных календарей-справочников города Львова, затем работал спортивным журналистом.